# Jedlice (Nové Hrady)

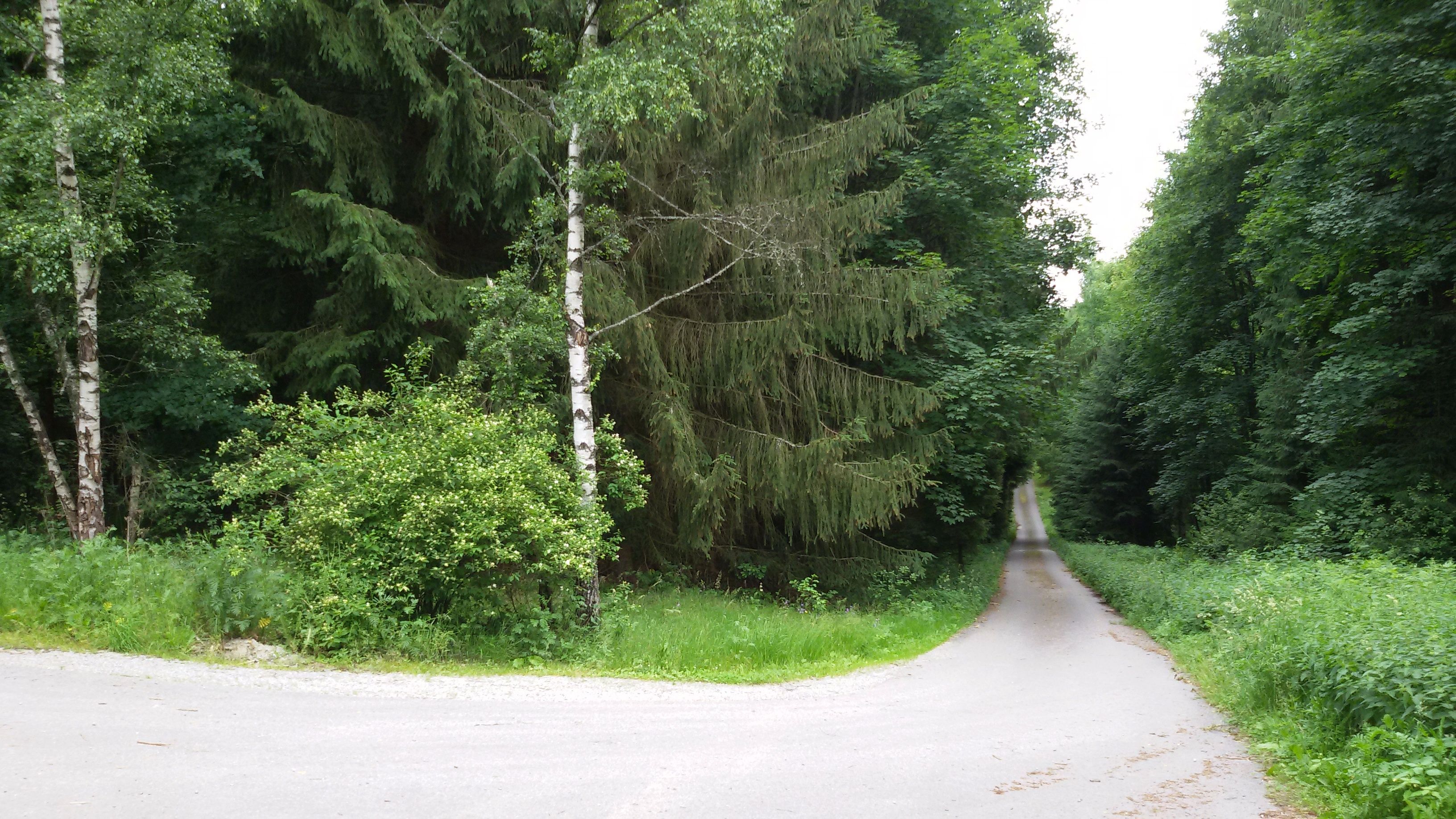
Ehemaliges Ortszentrum

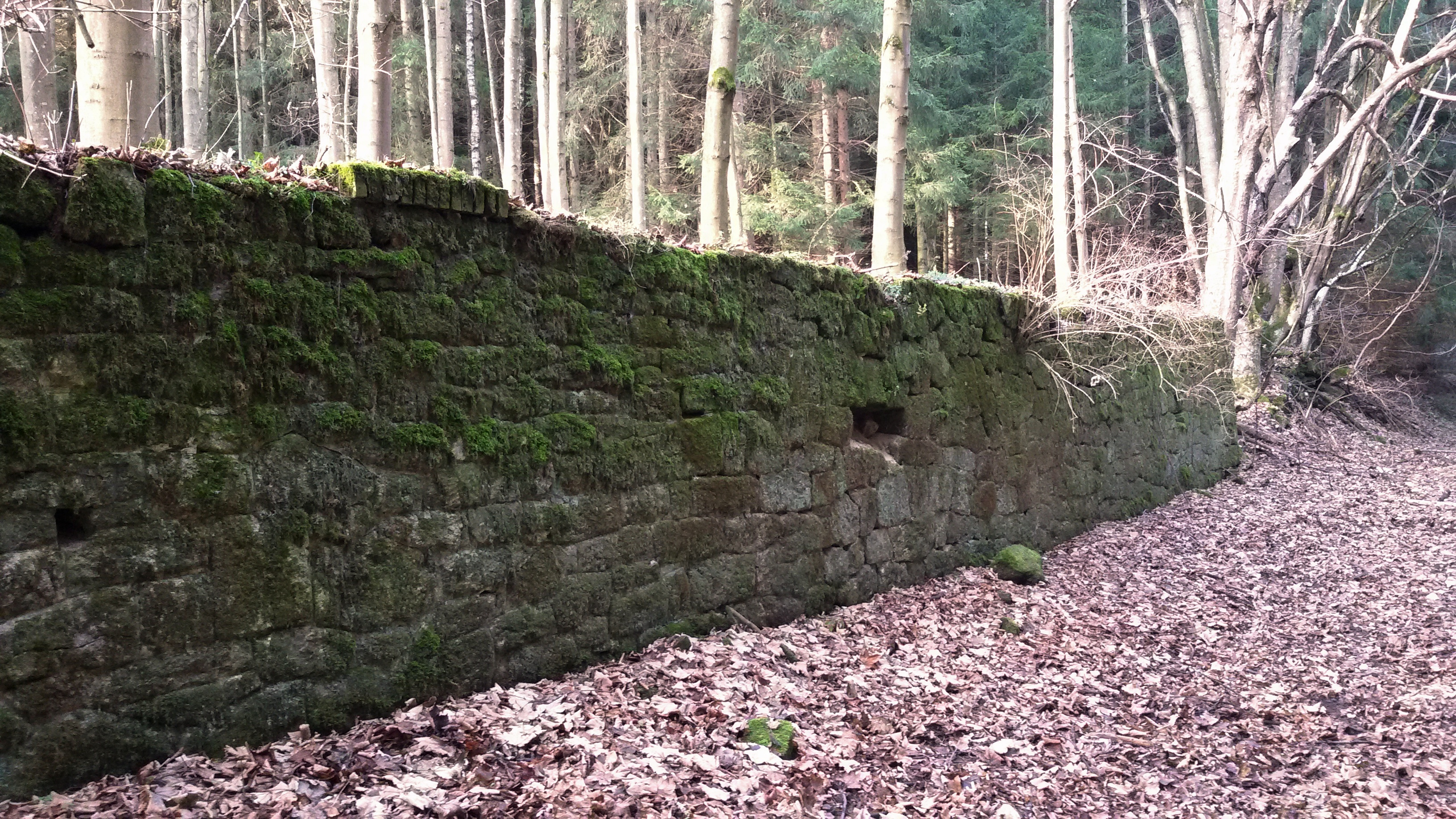
Grundmauer des Marienhofes

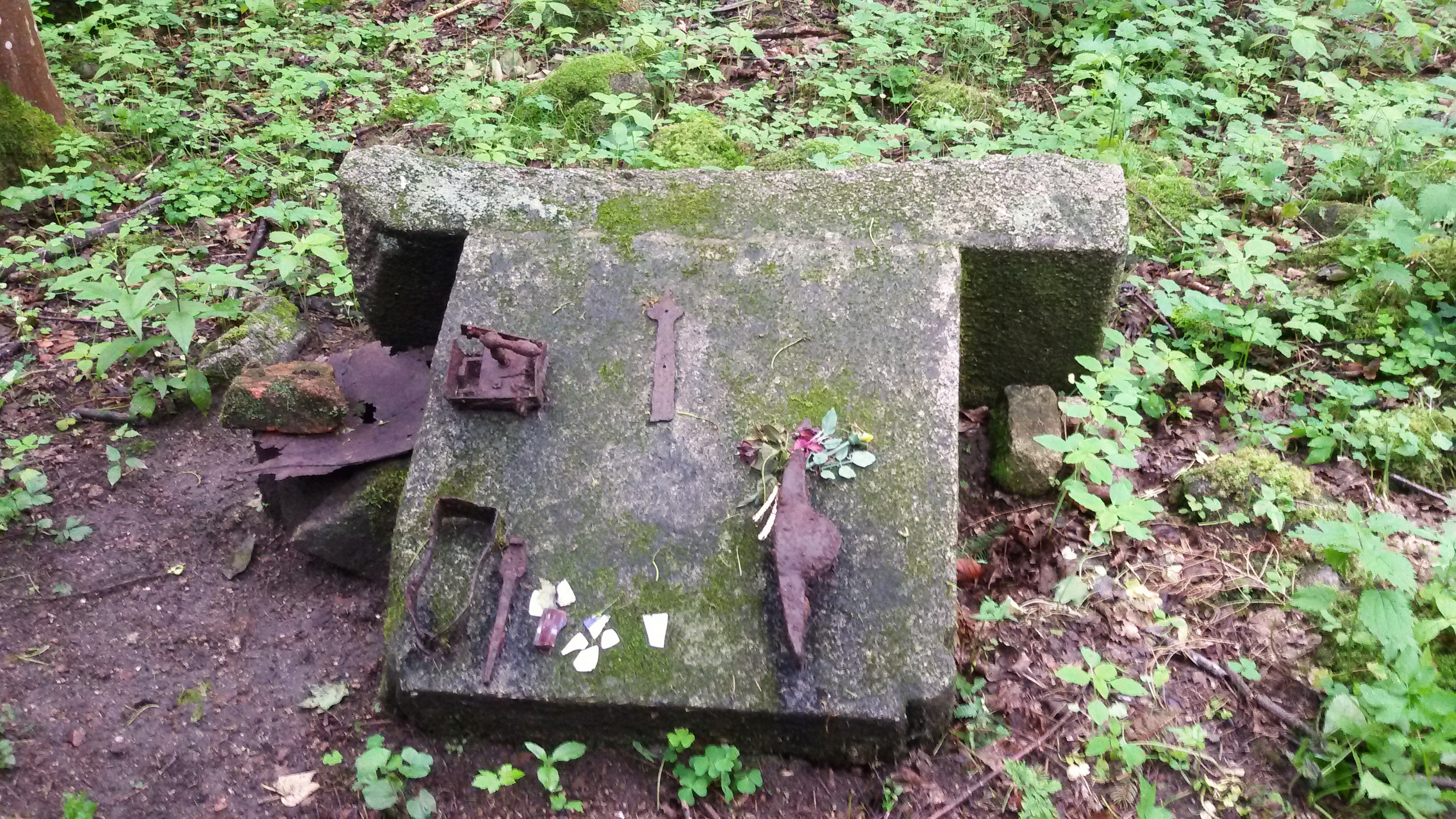
Trümmer des Altars der Dorfkapelle

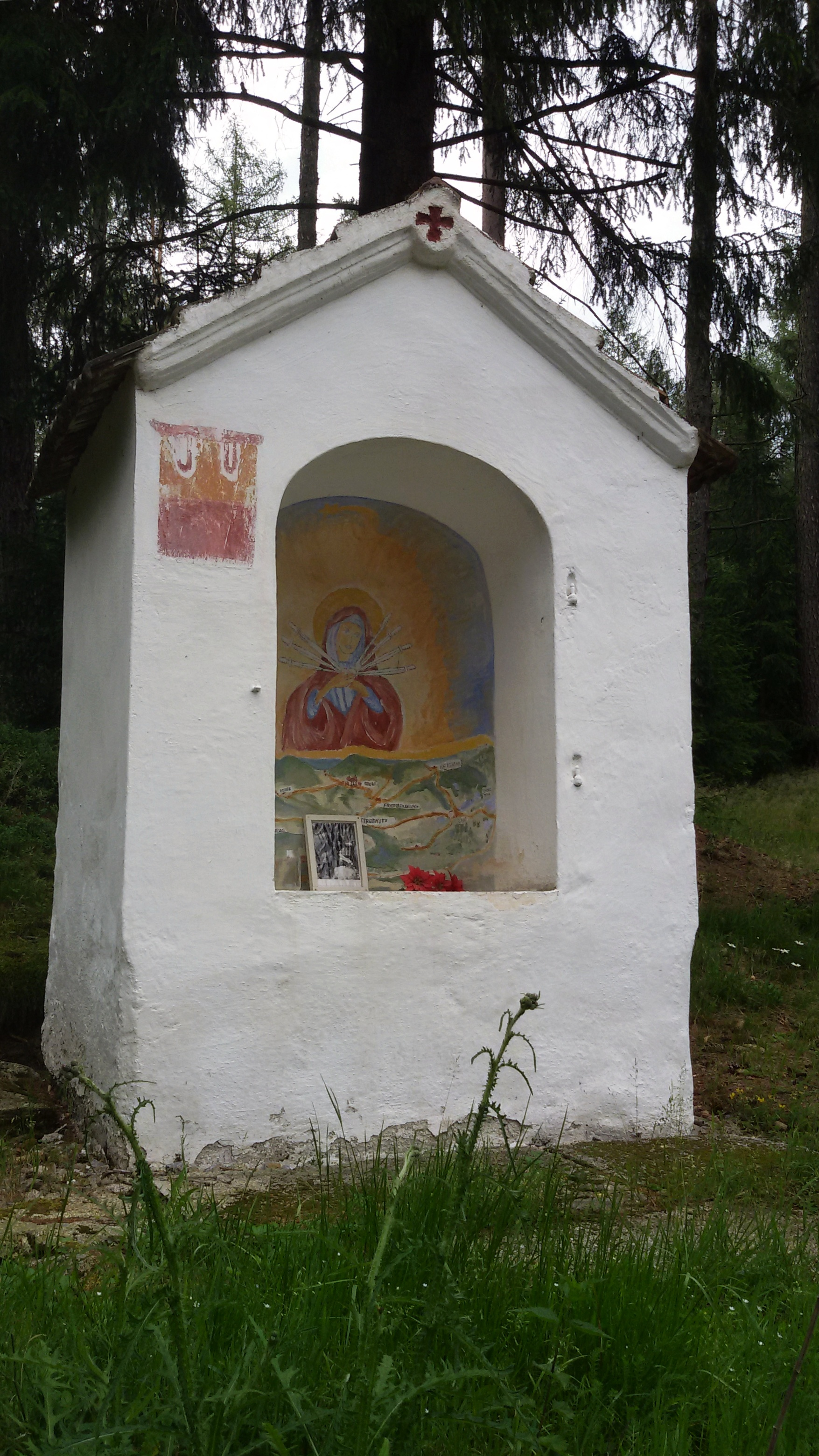
Nischenkapelle Mariä Sieben Schmerzen, im Wald über der Wüstung

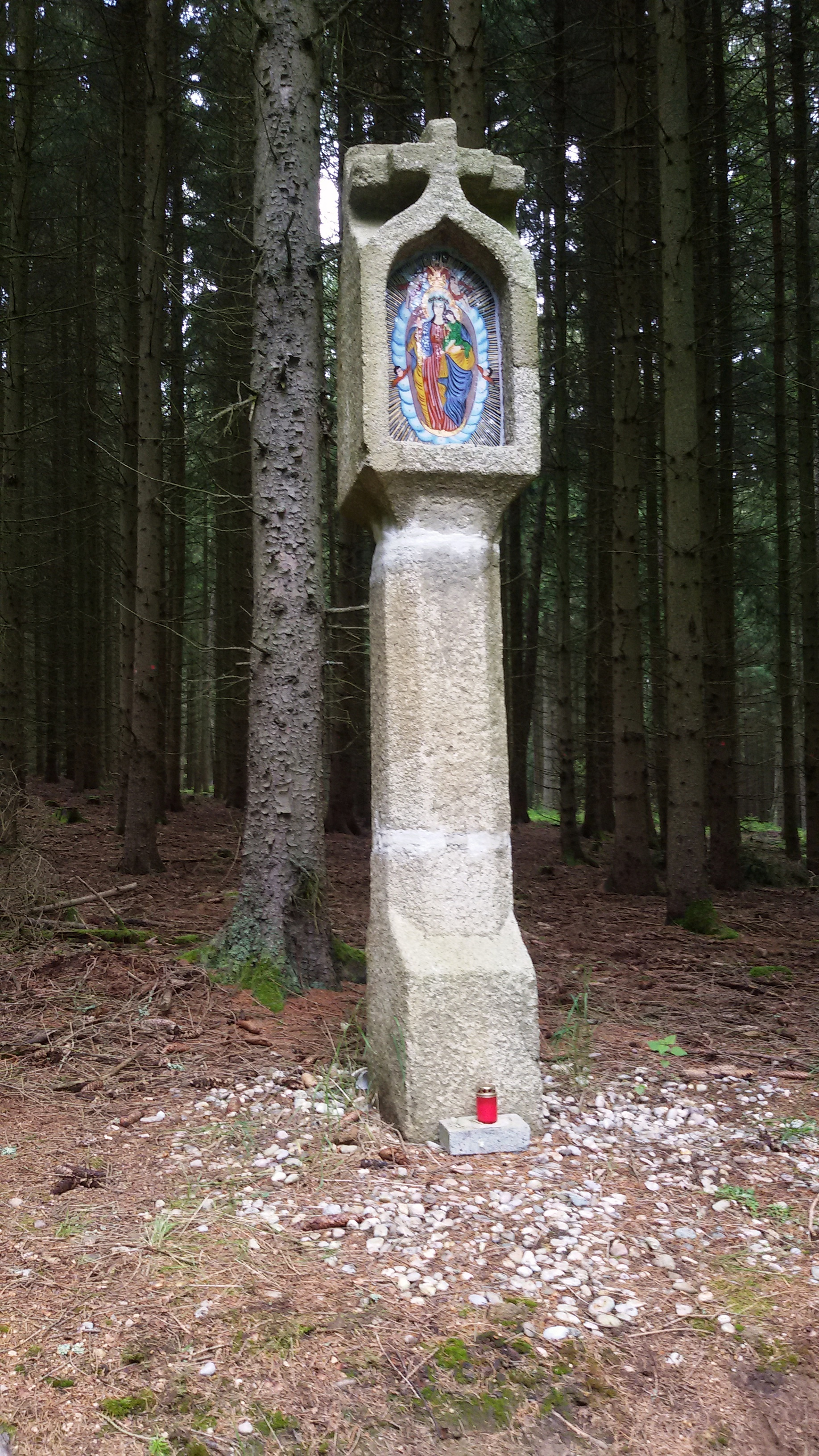
Bildstock der Jungfrau Maria von Sablath

Jedlice (deutsch Göllitz) ist eine Wüstung auf dem Gebiet der Stadt Nové Hrady (Gratzen) im Okres České Budějovice in Tschechien. Das erloschene Dorf liegt sechs Kilometer südlich von Nové Hrady im Gratzener Bergland (Novohradské hory) an der österreichischen Grenze. Jedlice ist das einzige Dorf in der Gegend von Nové Hrady, das einschließlich der Denkmäler für den Bau des Eisernen Vorhangs vollständig zerstört wurde.

## Geographie
Das ehemalige Angerdorf Jedlice befand sich im Tal des Veveřský potok (Piberschlager Bach), der früher auch als Jedlický potok (Göllitzbach) bezeichnet wurde. Südöstlich erheben sich der Hut (836 m ü. A.) und der Mandlstein (874 m ü. A.), im Südwesten die Vyhlídka (Hansberg; 720 m n.m.) und die Vysoká (Hochwald; 1034 m n.m.). Die Dorfstelle liegt im Naturpark Novohradské hory.
Nachbarorte waren Veveří (Piberschlag) im Norden, Edenhof und Göllitzhof im Nordosten, Würgelhäusl, Heinrichs bei Weitra und Schagges im Osten, Reinprechts im Südosten, Harbach und Lauterbach im Süden, Šejby (Scheiben) im Südwesten, Dlouhá Stropnice (Lang Strobnitz) im Westen sowie Horní Stropnice (Strobnitz), Vyhlídky (Egersee) und Mýtiny (Kropfschlag) im Nordwesten.

## Geschichte
Die erste schriftliche Erwähnung des Dorfes Gedliczy mit einem Meierhof erfolgte im Jahr 1360. Es befand sich am Göllitzbach in der zu Niederösterreich gehörigen Flur Alte Göllitz, wo sich heute die verstreuten Höfe Edenhof, Göllitzhof und Würgelhäusl befinden. Im Jahr 1541 erwarb Jost III. von Rosenberg das Gut Gedliczy und verleibte es seiner Herrschaft Gratzen ein. Aus dem Rosenberger Urbar geht hervor, dass gegen Ende des 16. Jahrhunderts rund 20 Siedler in dem Dorf lebten und im Tal zwei Glashütten betrieben wurden. Nach dem Tod des letzten Rosenbergers Peter Wok ging die Herrschaft 1611 an Johann Georg von von Schwanberg über und wurde 1620 wegen der Beteiligung des Peter von Schwanberg am Ständeaufstand von 1618 konfisziert. Im Februar 1621 verlieh Ferdinand II. die Herrschaft Gratzen an seinen Feldherrn Charles Bonaventure de Longueval, Comte de Bucquoy. Dessen Sohn Karl Albert de Longueval ließ 1639 eine knapp neun Kilometer lange Wasserleitung nach Gratzen anlegen. Nach dem Dreißigjährigen Krieg bauten die Bewohner von Gedliczy ihr verwüstetes Dorf nicht mehr am alten Platz auf, sondern errichteten einen reichlichen Kilometer südwestlich ein neues Dorf. Ausschlaggebend war die Nähe zu den beiden Glashütten und die besseren Voraussetzungen für die Landwirtschaft im Tal. Später entstand in Gedliczy auch eine Brauerei. Im Laufe der Zeit wandelte sich der Dorfname von Gedliczy über Gedlinez und Gelezie in Göllitz. Im Jahre 1788 bestand Gilicz bzw. Jelitz aus 27 Häusern. 1815 wurde im Ort eine Schule errichtet.
Im Jahre 1840 bestand das im Budweiser Kreis gelegene Dorf Göllitz bzw. Jelitz aus 35 Häusern mit 238 deutschsprachigen Einwohnern. Haupterwerbsquelle war die Landwirtschaft. Im Ort gab es eine Schule und ein Wirtshaus. Ortsbildprägend war der Marienhof, ein stattlicher Bauernhof. Von der auf einer Anhöhe befindlichen ergiebigen Quelle wurde das Röhrwasser nach Gratzen geleitet. Pfarrort war Strobnitz. Bis zur Mitte des 19. Jahrhunderts blieb Göllitz der Fideikommissherrschaft Gratzen untertänig.
Nach der Aufhebung der Patrimonialherrschaften bildete Göllitz / Jedlice ab 1850 einen Ortsteil der Gemeinde Piberschlag / Veveří im Gerichtsbezirk Gratzen. 1868 wurde das Dorf dem Bezirk Kaplitz zugeordnet. Im Jahre 1869 bestand Göllitz aus 38 Häusern und hatte 215 Einwohner. Der Bau der neuen Straße von Strobnitz über Scheiben nach Harbach war für die weitere Dorfentwicklung äußerst nachteilig; der über Göllitz nach Niederösterreich führende Fahrweg verlor seine Bedeutung und das Dorf lag nun abseits der Hauptverkehrswege. 1885 wurde an Stelle der alten Schule ein neues einklassiges Schulgebäude errichtet. 1888 erfolgte der Bau einer Kapelle. Um die Jahrhundertwende suchte sich ein Großteil der Bewohner Arbeit in Wien, ihre Gehöfte in Göllitz bewirtschafteten die Alten und die Kinder. Im Jahre 1900 hatte Göllitz 218 Einwohner, 1910 waren es 200.
Nach dem Ersten Weltkrieg zerfiel der Vielvölkerstaat Österreich-Ungarn, das Dorf wurde 1918 Teil der neu gebildeten Tschechoslowakischen Republik. Beim Zensus von 1921 lebten in den 39 Häusern des Dorfes 182 Personen, darunter 170 Deutsche und zwei Tschechen. 1930 lebten in den 39 Häusern von Göllitz 163 Personen. Nach dem Münchner Abkommen wurde Göllitz im Oktober 1938 dem Deutschen Reich zugeschlagen und gehörte bis 1945 zum Landkreis Kaplitz. Nach dem Ende des Zweiten Weltkrieges kam Jedlice zur wiedererrichteten Tschechoslowakei zurück. Nach der Vertreibung fast aller deutschen Bewohner wurde das Dorf nur schwach mit Tschechen wiederbesiedelt. Die neuen Siedler waren vornehmlich Repatrianten aus Ungarn und zogen recht bald wieder aus dem abgeschiedenen und nicht elektrifizierten Dorf fort. In Jedlice blieben lediglich zwei Familien. 1949 erfolgte die Aufhebung des Okres Kaplice und die Umgliederung des Dorfes in den Okres Trhové Sviny. Zugleich verlor Jedlice seinen Status als Ortsteil von Veveří. 1950 lebten in Jedlice nur noch zehn Personen. Wegen der Errichtung des Eisernen Vorhangs wurde Jedlice 1951 gänzlich abgesiedelt und das Dorf von der Armee dem Erdboden gleichgemacht. Mit Beschluss des Innenministeriums der ČSR vom 1. Juli 1952 wurde Jedlice für erloschen erklärt und seine Fluren dem Katastralbezirk Veveří u Nových Hradů zugeschlagen.
Von Jedlice sind auf der heute bewaldeten Dorfstelle noch einige Mauern und Trümmer sichtbar. Die wenigen Gebäude, die noch stehen, befinden sich in Göllitzhof auf der österreichischen Seite der Grenze.

## Ortsgliederung
Die Wüstung Jedlice ist Teil des Katastralbezirks Veveří u Nových Hradů.

## Sehenswürdigkeiten
- Nischenkapelle Mariä Sieben Schmerzen, im Wald über der Wüstung
- Bildstock der Jungfrau Maria von Sablath, er wurde 2020 an einem Abzweig in der Wüstung wiederhergestellt.
- Naturdenkmal Veveřský potok, Bachlauf von Fuße des Mandlsteins über Jedlice und Veveří bis an die Gemarkungsgrenze mit Nové Hrady